# Socrate Salmoiraghi
Socrate Salmoiraghi (Castellanza, 30 aprile 1920 – Legnano, 25 ottobre 2004) è stato un calciatore italiano, di ruolo difensore.

## Caratteristiche tecniche
Giocava come terzino.

## Carriera
Esordisce a livello professionistico all'età di diciannove anni, con la Pro Patria, con cui gioca in Serie C nella stagione 1939-1940; l'anno successivo è nuovamente in terza serie, questa volta con la maglia del Belluno.
Dopo la fine della seconda guerra mondiale si accasa al Perugia, società con la quale nell'annata 1946-1947 gioca 30 partite in Serie B; a fine stagione si trasferisce al Viareggio, con cui nella stagione 1947-1948 inanella altre 31 partite nella serie cadetta.
Dopo un anno al Viareggio fa ritorno al Perugia, con cui nell'annata 1948-1949 milita in Serie C. Gioca in terza serie con la squadra del capoluogo umbro anche nella stagione seguente, nella quale segna 5 reti in 33 presenze, e in quella del 1950-1951, nella quale conclude il campionato con 2 reti in 31 presenze. Infine, nell'annata 1952-1953 disputa 9 partite in IV Serie con l'Omegna.
In carriera ha giocato complessivamente 61 partite in Serie B.